# Antonio Sempere Bernal
Antonio Sempere (Villena, 1962) és un periodista i escriptor valencià.
Des de 1995 ha publicat diàriament crítiques de televisió en periòdics com La Voz de Galicia, Hoy de Extremadura, La Opinión de Málaga, La Opinión de Murcia, Alerta, Atlántico, El Correo Gallego, La Región, Diario de Sevilla, Diario de Cádiz, Diario de Jerez, El día de Córdoba, entre d'altres. Col·labora habitualment amb el diari La Razón i amb l'Agencia Fax Press. Compagina l'escriptura amb la docència, fa cursos de crítica de cine i televisió en les Universitats d'Alacant, Elx, Còrdova, Granada, Huelva i Jaén, i en centres públics de Múrcia i Andalusia. També ha firmat reportatges en pàgines de Televisió d'El Mundo, en les revistes Cinemanía, Academia del Cine Español i Carta de ajuste, i en l'agència Colpisa.
Ha publicat set llibres i fa de jurat en uns trenta festivals de cine, potser per a rememorar quan va ser jutjat com a concursant en 17 concursos de televisió. En 1991 va formar part del jurat del Festival d'Eurovisió. Villener (Alt Vinalopó), mai s'ha desvinculat de les publicacions de la província d'Alacant, on el 1982 va debutar com a corresponsal de Villena en el periòdic Información.

## Obra
- Alejando Amenábar, Cine en las Venas (Nuer, 2000)
- Las Miradas de Buñuel (Diputación de Málaga, 2000)
- 2001. Un Largo Camino hacia las Estrellas (Diputación Málaga, 2001)
- En Positivo (Instituto Juan Gil Albert, 2001)
- Roque que Baños. Pasión por la música (S. Cine de Medina del Campo, 2002)
- 101 Cortos para un Año Capicúa (Festival de Elche, 2002)
- Corto que te quiero Corto (Diputación de Cádiz, 2003)
- En Cuarentena (Ecu, 2004)
- En Tiempo Real (Ecu, 2004)
- El Libro de Estilo de Antonio Sempere (Ecu, 2004)
- Crítica que algo queda (Ecu, 2004)
- En Corto 2004 (Ecu, 2004)
- AMENÁBAR, AMENÁBAR... (Ecu, 2004)
- Cortomanía (Ecu, 2005)
- Locos por la Tele (Ecu, 2005)
- Cortocircuito (Ecu, 2006)